# Nueva Suecia
Nueva Suecia (en sueco: Nya Sverige) fue una colonia del Imperio sueco que se desarrolló en la costa oriental de Norteamérica entre 1638 y 1655. Estaba situada a lo largo de los tramos inferiores del río Delaware y en la zona interior de la bahía del mismo nombre. Establecida durante la guerra de los Treinta Años, cuando Suecia era una gran potencia, Nueva Suecia formó parte de los esfuerzos suecos por colonizar América creando una colonia agrícola (cultivo de tabaco) y de comercio de pieles para evitar a los comerciantes franceses, británicos y neerlandeses.
La empresa fue llevada a cabo por la Compañía de la Nueva Suecia, que tenía accionistas suecos, neerlandeses y alemanes. La primera expedición zarpó del puerto de Gotemburgo a finales de 1637, organizada y supervisada por Clas Larsson Fleming, un almirante sueco de origen finlandés. Samuel Blommaert, comerciante flamenco/neerlandés y uno de los inversionistas, ayudó y aconsejó nombrar a Peter Minuit (antiguo gobernador de la colonia neerlandesa de Nuevos Países Bajos) para dirigir la expedición. Minuit, descontento tras ser destituido de su cargo, eligió un lugar en el río Delaware que sabía que era estratégico y punto débil de sus antiguos empleadores y que en realidad los neerlandeses consideraban suyo, aunque no lo habían ocupado con ningún asentamiento. Lo primero que hizo Minuit tras desembarcar el 29 de marzo de 1638 fue llegar a un acuerdo de compra de tierras con cinco jefes del pueblo lenape, un pueblo algonquino, a quienes pertenecía el área elegida. El acuerdo se firmó el 8 de abril en el barco Kalmar Nyckel y el precio de compra consistió en mercancías.
Se establecieron asentamientos en ambos lados del río Delaware. Fuerte Cristina, ubicado a orillas del río en lo que hoy es Wilmington (Delaware), fue completado en el otoño de 1638 y fue el primer asentamiento llamado así en honor a Cristina, reina de Suecia. La colonia llegó a estar integrada por unos 600 colonos suecos y finlandeses, que establecieron una próspera colonia bajo el gobernador Johan Björnsson Printz, quien fomentó las buenas relaciones con sus vecinos europeos y con los indios. Otras zonas en las que se establecieron colonos suecos, además del actual estado de Delaware, fueron el sudeste de Pensilvania, donde fundaron su capital cerca de Filadelfia, y el sudoeste de Nueva Jersey. La economía de Nueva Suecia estaba basada en la agricultura y el comercio de pieles.
El control sueco sobre la región solo duró 17 años. En mayo de 1654, soldados de Nueva Suecia liderados por el recién nombrado gobernador Johan Risingh capturaron el neerlandés Fort Casimir (ubicado en el actual New Castle) y lo rebautizaron como Fort Trinity. En noviembre de 1654, los directores de la Compañía Neerlandesa de las Indias Occidentales ordenaron al director general de la colonia de Nuevos Países Bajos de la República de los Siete Países Bajos Unidos, Peter Stuyvesant, que «expulsara» a los suecos del río. En el verano de 1655, Stuyvesant navegó hacia la bahía de Delaware con 7 barcos y 317 soldados y rápidamente retomó Fort Casimir. Stuyvesant luego procedió a la captura de Nueva Suecia, sitiando Fuerte Cristina que se rindió el 15 de septiembre de 1655. Nueva Suecia fue anexionada a la colonia neerlandesa. Finalmente, se convirtió en parte del Imperio británico cuando fue invadida por una flota inglesa en 1664.
El historiador H. Arnold Barton señala que la mayor importancia de Nueva Suecia fue el fuerte y duradero interés en América que la colonia generó en Suecia, aunque la inmigración sueca importante no ocurrió hasta fines del siglo XIX cuando más de un millón de suecos llegaron a América. Tal vez la mayor contribución de Nueva Suecia al desarrollo del Nuevo Mundo haya sido la técnica de construcción de casa de troncos, que había sido inventada en el norte de Escandinavia y que fue llevada por los colonos suecos.
Varias localidades a orillas del río Delaware tienen su origen en los asentamientos suecos, como las actuales Wilmington (en Delaware), Norristown, Marcus Hook, Chester, Eddystone, Darby y Filadelfia (en Pensilvania), así como Salem, Nueva Estocolmo o Swedesboro (en Nueva Jersey).

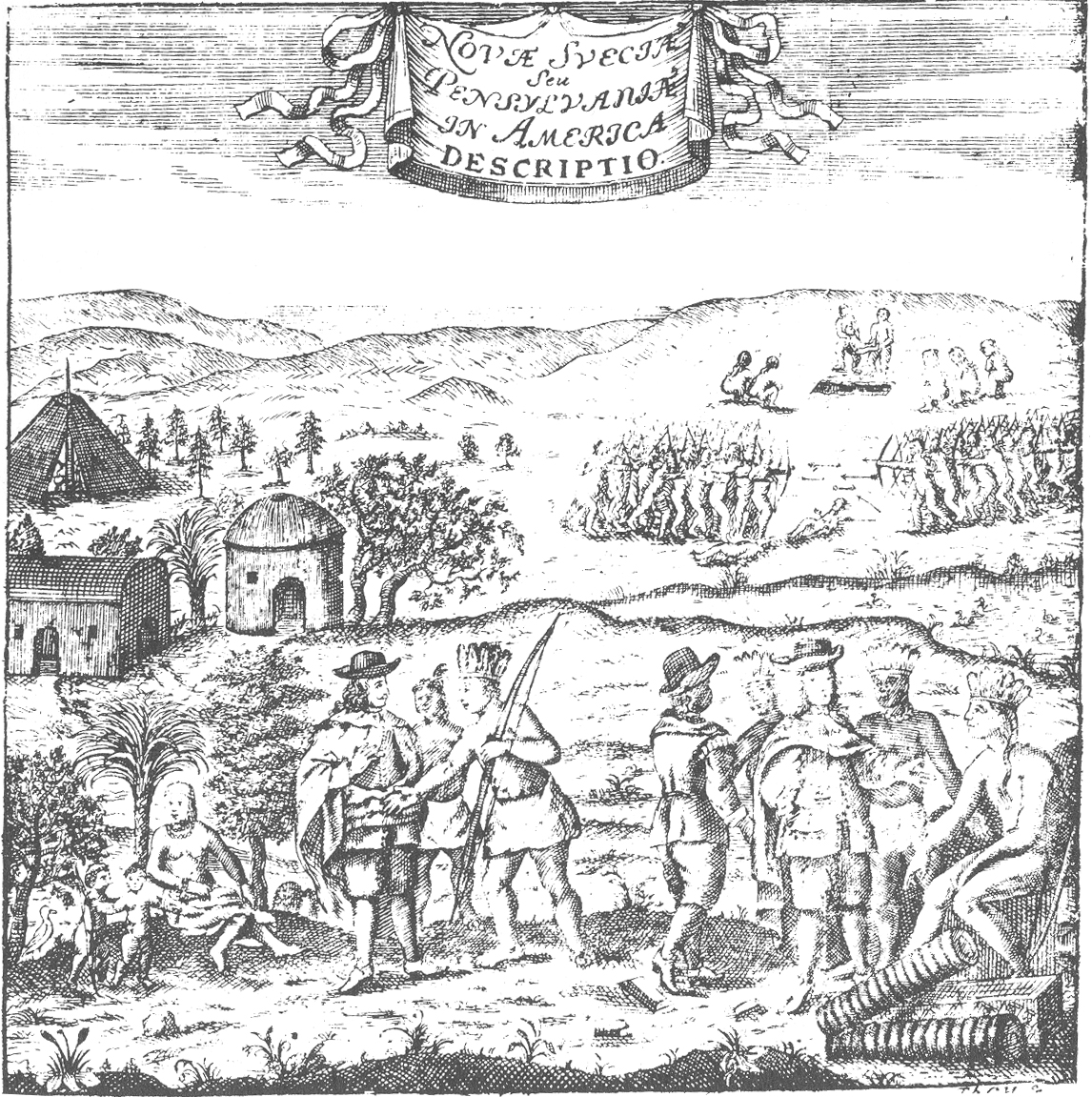
Pueblos indígenas conestoga y lenape, a quienes pertenecían las tierras de la futura colonia.
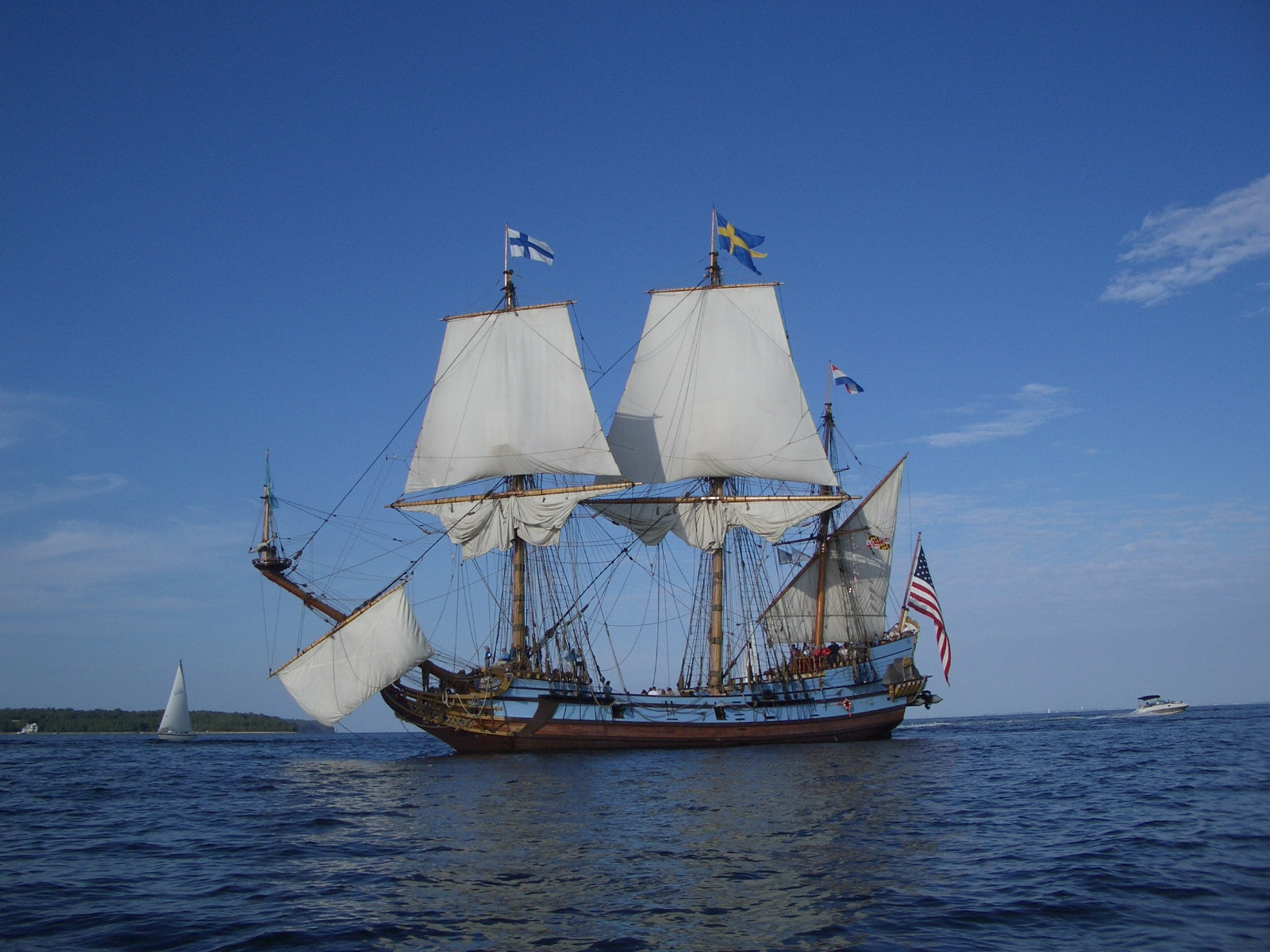
Réplica del Kalmar Nyckel, uno de los barcos con el que llegó Peter Minuit, el fundador de la colonia]]
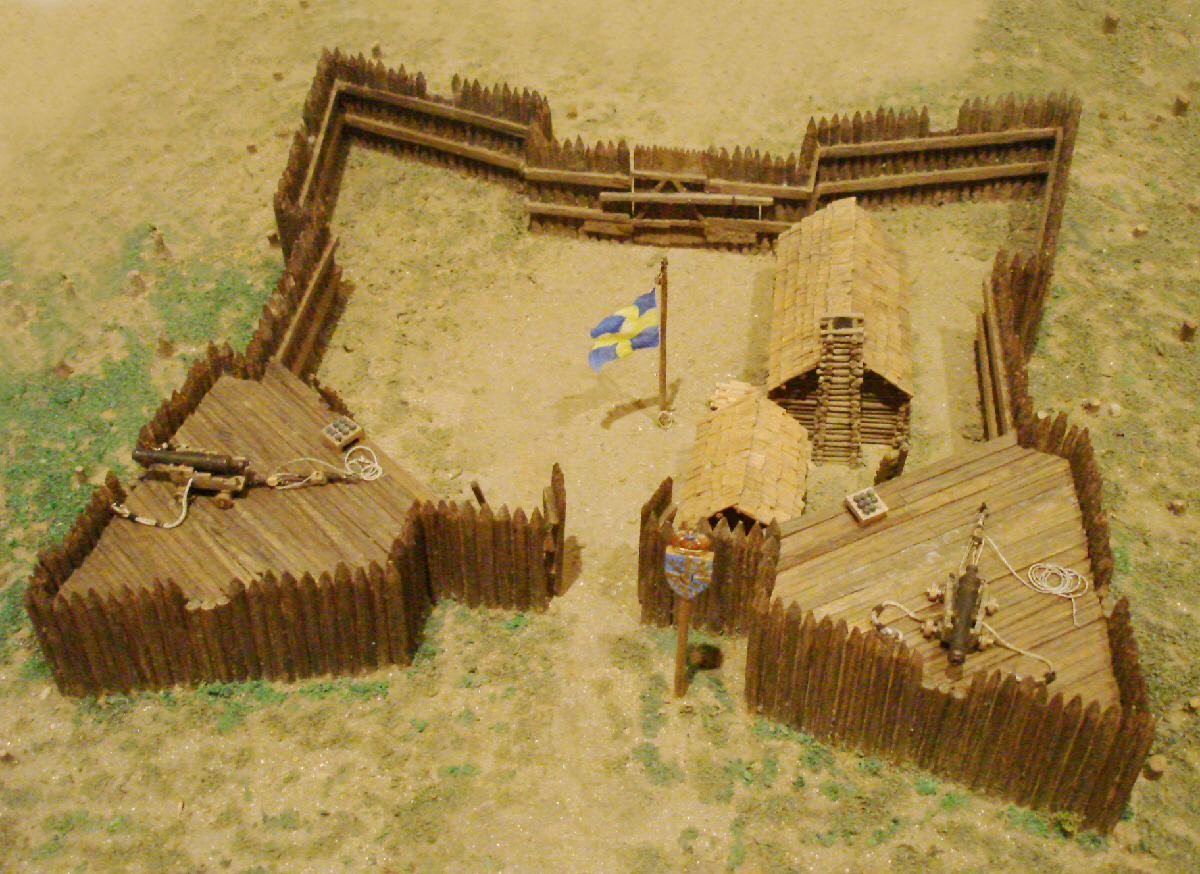
Maqueta de Fuerte Cristina, el primer asentamiento sueco en América.
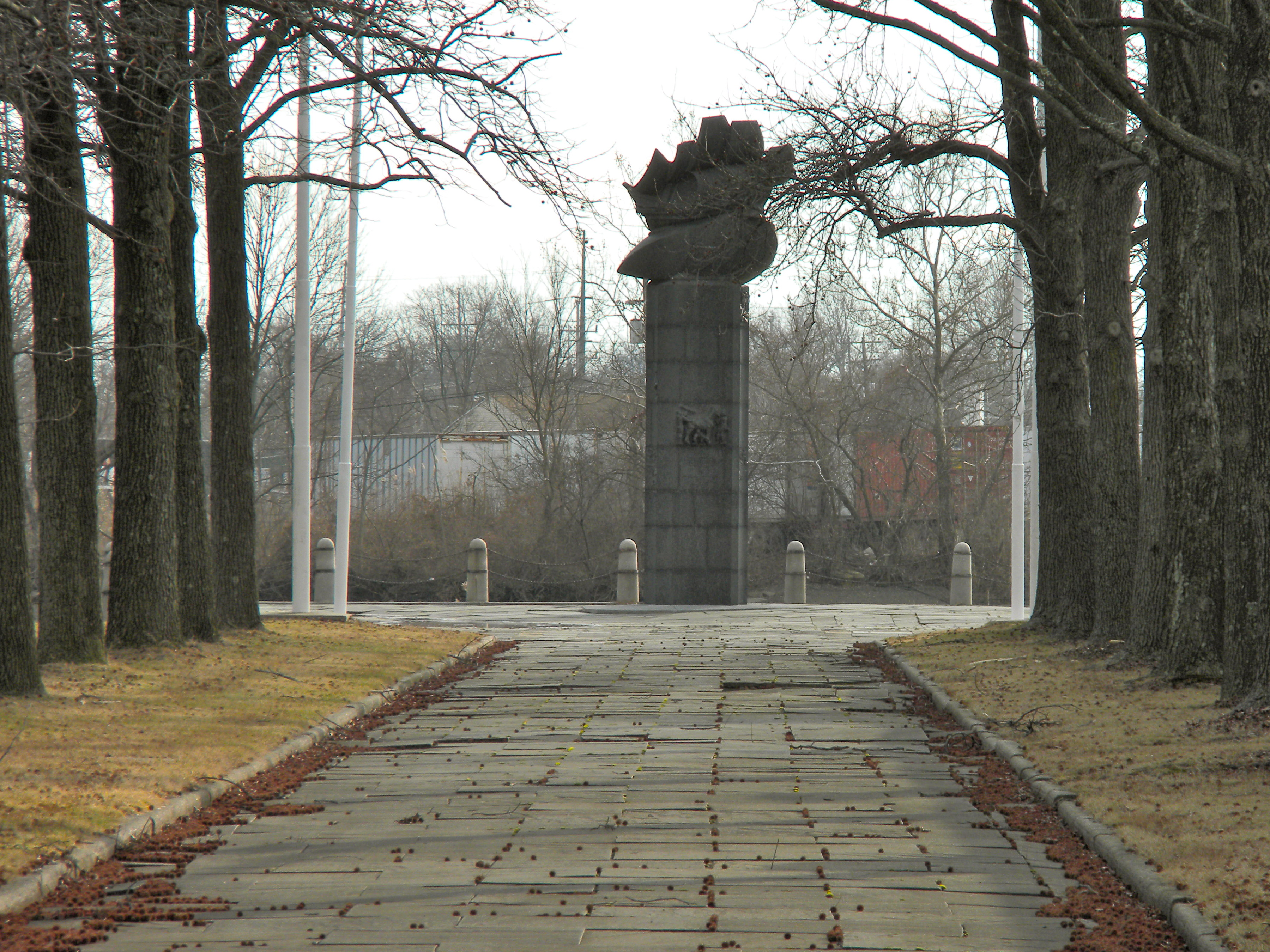
Monumento Nueva Suecia erigido en el lugar del primer desembarco en el arroyo Christina, obra del escultor sueco Carl Milles en Wilminghton (hay una copia en Stenpiren, Gotemburgo).
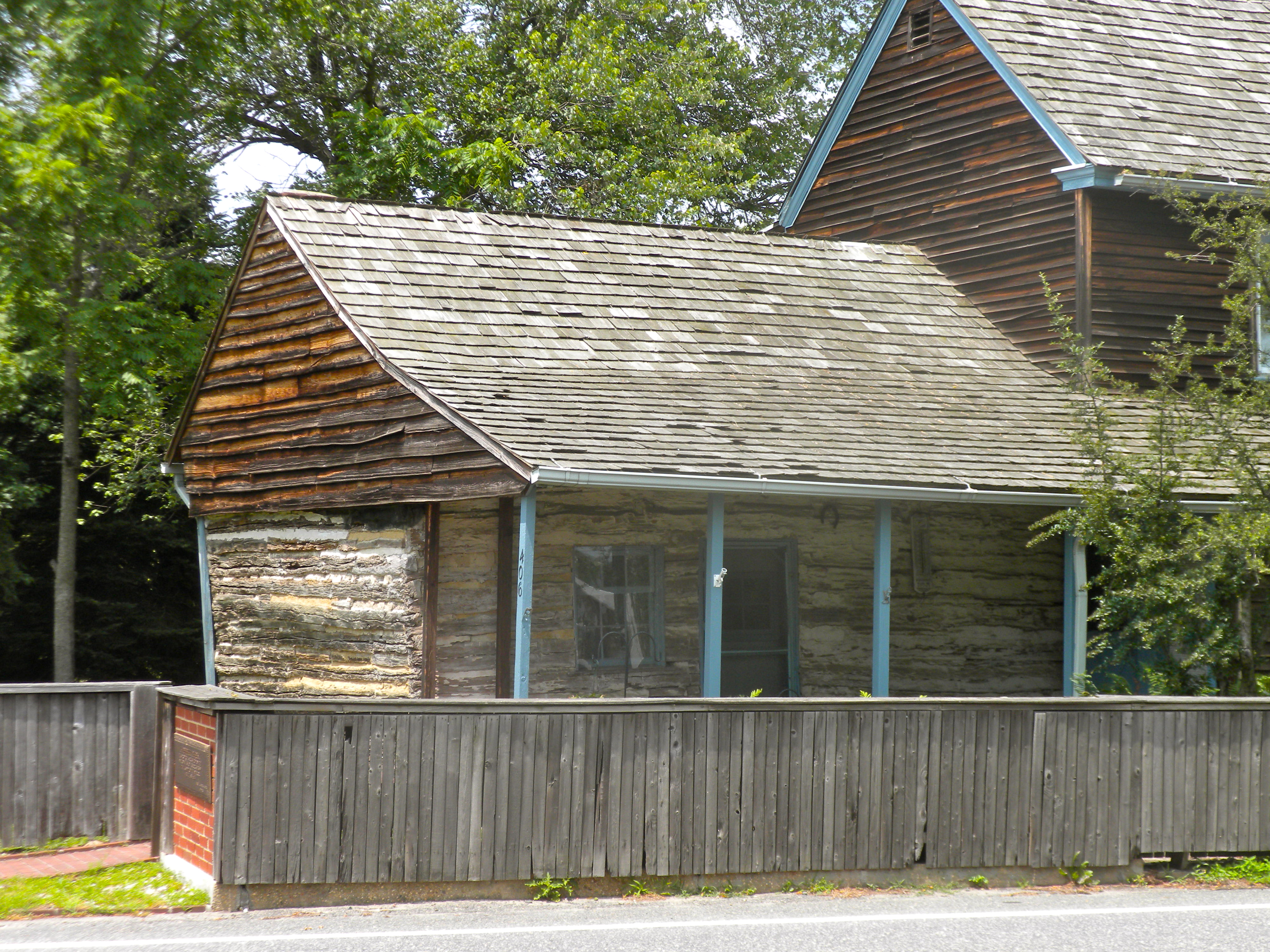
C. A. Nothnagle Log House en Gibbstown, es la casa más antigua (1638) de Nueva Jersey: la casa de troncos fue una de las mayores contribución suecas al Nuevo Mundo.

## Historia

Ubicaciones aproximadas de Nuevos Países Bajos (en magenta) y Nueva Suecia (en azul) en América del Norte, con los límites estatales modernos y abreviaturas postales.

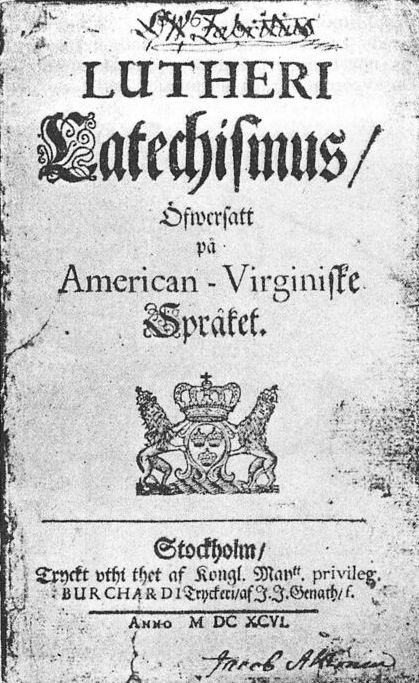
Pequeño Catecismo de Martín Lutero traducido a las lenguas nativas americanas locales por el sueco Johannes Campanius (desde 1696).

Tras independizarse de Dinamarca en 1523 Suecia, con el rey Gustavo I (r. 1523-1560), comenzó a expandirse por las regiones limítrofes del mar Báltico y llegó a su apogeo bajo el monarca guerrero Gustavo II Adolfo (r. 1611-1632), que logró brillantes victorias contra Alemania en la guerra de los Treinta Años. Suecia había alcanzado su mayor extensión territorial y  entonces incluía Finlandia y Estonia, y, junto con partes de la modernas Rusia (Ingria Sueca), Polonia (Pomerania sueca), Alemania (Bremen-Verden), Noruega (Trøndelag) y Letonia (Livonia sueca). Era una de las grandes potencias de Europa y era su stormaktstiden ('edad de grandeza' o 'período de gran potencia'). En los años 1620, ansioso de poner a su país a la par de otras potencias europeas —que estaban estableciendo colonias en el Nuevo Mundo y construyendo exitosos imperios comerciales—, Gustavo II comenzó a considerar la idea de colonizar la costa oriental de Norteamérica. Los suecos buscaban expandir su influencia creando su propia plantación de tabaco y una colonia para el comercio de pieles para eludir a los comerciantes franceses, ingleses y neerlandeses. 
La Compañía Sueca del Sur, también conocida como Compañía de Nueva Suecia (Söderkompaniet, Nya Sverige-kompaniet) fue fundada en 1626 con el mandato de establecer colonias entre la Florida española y la isla de Terranova con fines comerciales, en particular a lo largo del río Delaware. Su carta constitutiva incluía accionistas suecos, neerlandeses y alemanes. Entre los directores de la compañía se encontraba el comerciante flamenco/neerlandés Samuel Blommaert. Gustavo II Adolfo pospuso la empresa debido a la participación sueca en la guerra de los Treinta Años, en la que encontraría la muerte en la batalla de Lützen en noviembre de 1632.
El proyecto colonizador sobrevivió a la muerte de Gustavo II y fue materializado por la reina Cristina de Suecia (r. 1632-1654). En 1638 la Compañía de la Nueva Suecia comenzó a efectuar viajes hacia la colonia.  y patrocinó un total de 11 expediciones en 14 viajes separados a Delaware entre 1638 y 1655; dos de ellos se perdieron.
La primera expedición sueca a América zarpó del puerto de Gotemburgo a finales de 1637, organizada y supervisada por Clas Larsson Fleming, un almirante sueco de Finlandia. Blommaert ayudó en el acondicionamiento y nombró a Peter Minuit (exgobernador de Nuevos Países Bajos) para dirigir la expedición. La expedición navegó hacia la bahía de Delaware a bordo del Fogel Grip y Kalmar Nyckel; territorio que era reclamado por los neerlandeses. Pasaron por el cabo May y el cabo Henlopen a finales de marzo de 1638 y anclaron el 29 de marzo en un punto rocoso en Minquas Kill que hoy se conoce como Swedes' Landing ('Desembarco de los suecos'). Construyeron un fuerte en la confluencia del río Cristina y del arroyo Brandywine al que llamaron Fuerte Cristina en honor a su reina.
En los años siguientes, la zona fue colonizada por aproximadamente 600 suecos y finlandeses, varios neerlandeses, algunos alemanes, un danés y al menos un estonio. Minuit fue el primer gobernador de la colonia de Nueva Suecia. Había sido el tercer director de Nuevos Países Bajos y sabía que los neerlandeses reclamaban el área que rodeaba el río Delaware y su bahía. Sin embargo, la Compañía Neerlandesa de las Indias Occidentales había retirado a sus colonos de la zona para concentrarse en el asentamiento de la isla de Manhattan, dejando Fort Nasáu, en el lado este del río Delaware, como único puesto avanzado neerlandés en el río.
Minuit desembarcó en la orilla oeste del río y se reunió con los sachems de los lenape y susquehannock. Celebraron un cónclave en la cabaña de Minuit en el Kalmar Nyckel, y él persuadió a los lenape para que firmaran las escrituras que había preparado para resolver cualquier problema con los neerlandeses. Los suecos afirmaron que la compra incluía tierras a ambos lados del río Sur (Delaware), desde el río Schuylkill hasta la bahía de Delaware, en lo que ahora es Pensilvania, Delaware y Maryland. El sachem lenape Mattahoon afirmó más tarde que la compra solo incluía la tierra contenida dentro de un área marcada por "seis árboles", y que el resto de la tierra ocupada por los suecos fue robada.
El director de Nuevos Países Bajos, Willem Kieft, se opuso a la presencia sueca, pero Minuit lo ignoró porque sabía que los neerlandeses estaban militarmente débiles en ese momento. Minuit completó Fuerte Cristina y luego navegó hacia Estocolmo para traer un segundo grupo de colonos. Hizo un desvío al Caribe para recoger un cargamento de tabaco para vender en Europa con el fin de hacer rentable el viaje; sin embargo, murió en ese viaje durante un huracán en San Cristóbal en el Caribe. Los deberes oficiales del gobernador de Nueva Suecia fueron llevados a cabo por el capitán Måns Nilsson Kling, hasta que se eligió un nuevo gobernador, que llegó de Suecia dos años después.
La colonia se expandió a lo largo del río bajo el liderazgo de Johan Björnsson Printz, gobernador de 1643 a 1653. Establecieron Fuerte Nya Elfsborg en la orilla este del Delaware cerca de lo que ahora es Salem, Nueva Jersey, y Fuerte Nya Gothenborg en la isla Tinicum. Printz construyó su mansión, The Printzhof, en Fuerte Nya Gothenborg, y la colonia sueca prosperó durante un tiempo. Nueva Suecia estableció una fuerte relación comercial con los susquehannock y los apoyó en su guerra contra los colonos de Maryland.

### Conquista de Nueva Suecia
En 1651, la Compañía Neerlandesa de las Indias Occidentales abandonó Fort Nasáu y estableció Fort Casimir en el lado oeste del río Delaware, a unas pocas millas al sur del fuerte Cristina. En mayo de 1654, soldados de Nueva Suecia liderados por el gobernador Johan Risingh capturaron Fort Casimir y lo rebautizaron como Fort Trinity (Trefaldigheten en sueco). En noviembre de 1654, los directores de la Compañía Neerlandesa de las Indias Occidentales ordenaron al director general de Nuevos Países Bajos, Peter Stuyvesant, que «expulsara» a los suecos del río.
En el verano de 1655, Stuyvesant navegó hacia la bahía de Delaware con 7 barcos y 317 soldados y rápidamente retomó Fort Casimir (Fort Trinity). Stuyvesant luego procedió a sitiar Fuerte Cristina que se rindió el 15 de septiembre de 1655. Durante el asedio, los holandeses saquearon casas y mataron ganado en las cercanías del fuerte. Nueva Suecia se incorporó formalmente a Nuevos Países Bajos, aunque a los colonos suecos y finlandeses se les permitió la autonomía local. Conservaron su propia milicia, religión, tribunal y tierras. Esto duró hasta la conquista inglesa de Nuevos Países Bajos, lanzada el 24 de junio de 1664. El duque de York vendió Nueva Jersey a John Berkeley y George Carteret para convertirla en una colonia propietaria, separada de la proyectada colonia de Nueva York. La invasión comenzó el 29 de agosto de 1664, con la captura de Nueva Ámsterdam y terminó con la captura de Fort Casimir en octubre. Esto ocurrió al comienzo de la segunda guerra angloholandesa.
En 1669, Nueva Suecia estaba bajo el dominio británico, pero la mayor parte de la población todavía era sueca. Un hombre llamado Marcus Jacobsson, haciéndose pasar por un miembro de la familia Königsmarck, intentó instigar una rebelión contra los británicos para devolver Nueva Suecia al dominio sueco. La rebelión, conocida como la Rebelión del Sueco Largo debido a la altura de Jacobsson, fracasó. Jacobsson fue vendido como esclavo en el Caribe y las familias que lo habían apoyado fueron multadas por su participación en la revuelta. 
Nueva Suecia siguió existiendo de manera no oficial y se produjo cierta inmigración y expansión. El primer asentamiento en Wicaco comenzó con un fortín de troncos sueco ubicado en Society Hill en Filadelfia en 1669. Más tarde se utilizó como iglesia hasta aproximadamente 1700, cuando se construyó en el sitio la iglesia Gloria Dei de Filadelfia.

### Condados de Hoarkill, New Amstel y Upland
El inicio de la tercera guerra anglo-holandesa resultó en la reconquista holandesa de Nueva Holanda en agosto de 1673. Restauraron el estatus que precedió a la captura inglesa y lo codificaron en el establecimiento de tres condados: el condado de Hoarkill, el condado de New Amstel y el condado de Upland, que luego se dividió entre el condado de New Castle, Delaware, y la Colonia de Pensilvania. Los tres condados fueron creados el 12 de septiembre de 1673, los dos primeros en la costa oeste del río Delaware y el tercero en ambos lados del río.[cita requerida]
El Tratado de Westminster de 1674 puso fin al segundo período de control neerlandés y les exigió que devolvieran todo Nuevos Países Bajos a los ingleses el 29 de junio, incluidos los tres condados que habían creado. Después de hacer un balance, los ingleses declararon el 11 de noviembre que los asentamientos en el lado oeste del río Delaware y de la bahía de Delaware iban a depender de la provincia de Nueva York, incluidos los tres condados. Esta declaración fue seguida por una declaración que renombró a New Amstel como New Castle. Los otros condados conservaron sus nombres neerlandeses.
El siguiente paso en la asimilación de Nueva Suecia a Nueva York fue la extensión de las leyes del Duque a la región el 22 de septiembre de 1676. A esto le siguió la partición de algunos condados de Upland para ajustarse a las fronteras de Pensilvania y Delaware, y la mayor parte de la porción de Delaware pasó al condado de New Castle el 12 de noviembre de 1678. El resto de Upland continuó en su lugar bajo el mismo nombre. El 21 de junio de 1680, los condados de New Castle y Hoarkill se dividieron para formar el condado de St. Jones.
El 4 de marzo de 1681, la que había sido la colonia de Nueva Suecia se dividió formalmente en las colonias de Delaware y Pensilvania. La frontera se estableció a 12 millas al norte de New Castle, y el límite norte de Pensilvania se fijó en los 42° de latitud norte. El límite oriental era la frontera con Nueva Jersey en el río Delaware, mientras que el límite occidental no estaba definido. En junio de 1681, Upland dejó de existir como resultado de la reorganización de la Colonia de Pensilvania, y el gobierno de Upland se convirtió en el gobierno del condado de Chester, Pensilvania.[cita requerida]
El 24 de agosto de 1682, el duque de York transfirió la región occidental del río Delaware a William Penn, incluido Delaware, transfiriendo así el condado de Deale y el condado de St. Jones de Nueva York a Delaware. El condado de St. Jones pasó a llamarse condado de Kent, el condado de Deale pasó a llamarse condado de Sussex y el condado de New Castle mantuvo su nombre.
El explorador y botánico sueco Pehr Kalm visitó a los descendientes de los primeros inmigrantes suecos en Nueva Suecia a mediados del siglo XVIII y documentó sus experiencias con los indios nativos americanos que residían en esas zonas, en un libro titulado Travels into North America [Viajes a América del Norte].

## Importancia y legado

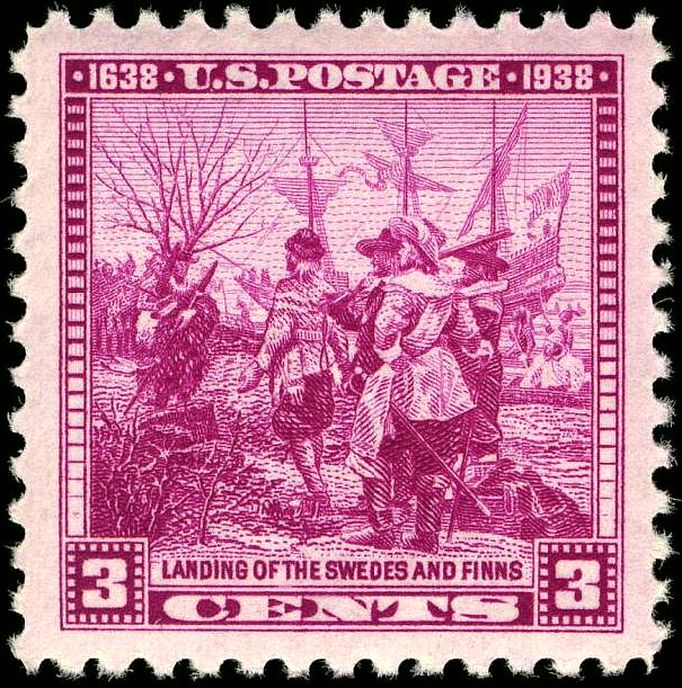
Sello postal de EE. UU. que conmemora la fundación de Wilmington (Delaware) (Delaware), una vez parte de Nueva Suecia (1938)

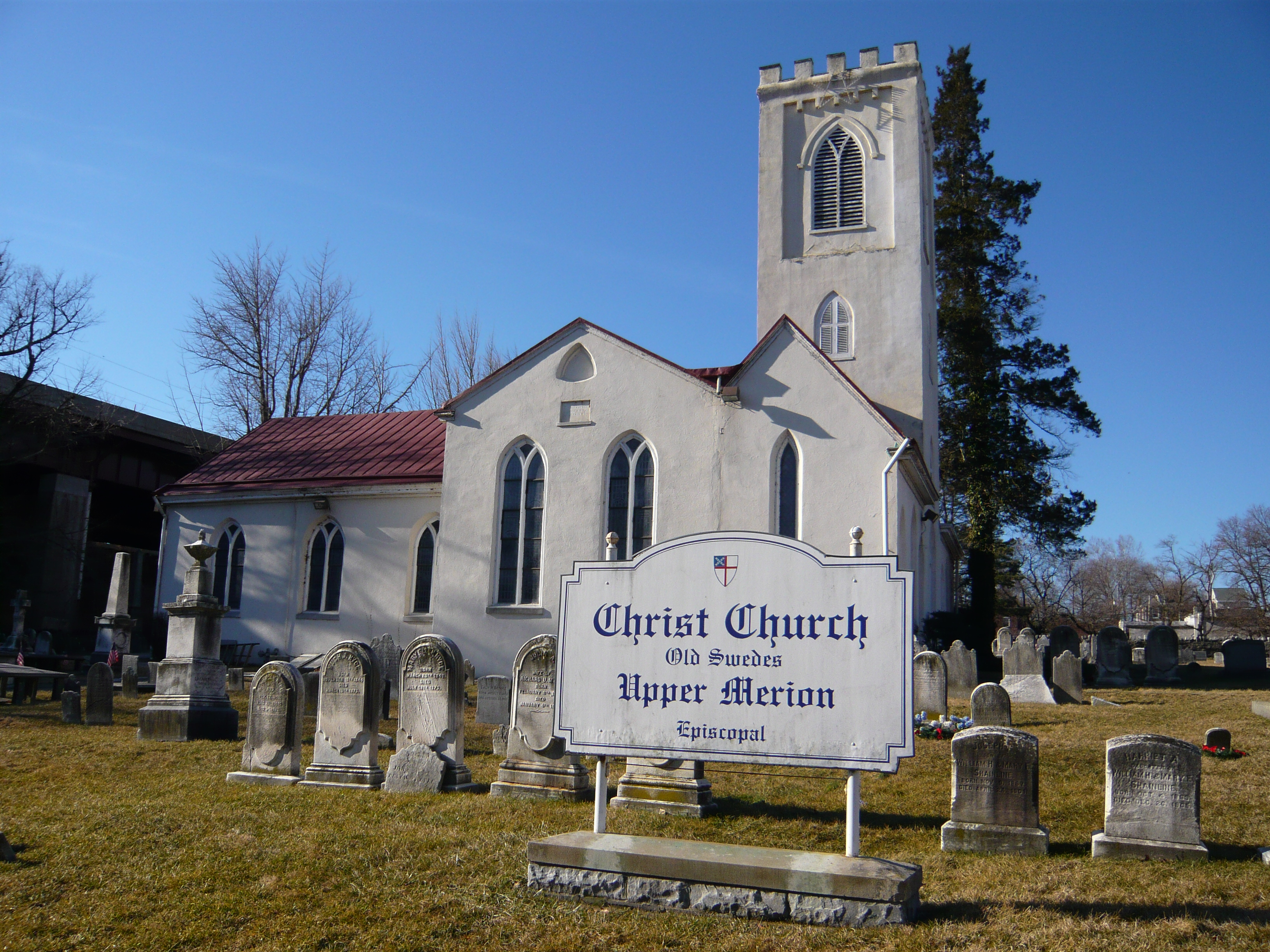
Antigua iglesia sueca, construida en la época de Nueva Suecia, en Swedesburg (Pensilvania) (Pensilvania)

El historiador H. Arnold Barton ha sugerido que la mayor importancia de Nueva Suecia fue el fuerte y duradero interés en América que la colonia generó en Suecia, aunque la inmigración sueca importante no ocurrió hasta fines del siglo XIX. Entre 1870 y 1910, más de un millón de suecos llegaron a América, estableciéndose particularmente en Minnesota y otros estados del Upper Midwest.
En el valle inferior del Delaware persisten rastros de la Nueva Suecia, entre ellos la Iglesia de la Santísima Trinidad en Wilmington (Delaware), la Iglesia Gloria Dei y la Iglesia St. James Kingsessing en Filadelfia, la Iglesia Episcopal de la Trinidad en Swedesboro (Nueva Jersey) y la Iglesia de Cristo en Swedesburg (Pensilvania). Todas esas iglesias se conocen comúnmente como la «Iglesia de los Viejos Suecos» (Old Swedes' Church). Christiana (Delaware), es uno de los pocos asentamientos de la zona que conserva un nombre sueco, y Upland sobrevive como Upland (Pensilvania). Swedesford Road todavía se encuentra en los condados de Chester y Montgomery, aunque Swedesford se ha convertido desde hace mucho tiempo en Norristown. Swedeland, es parte del Municipio de Upper Merion en el condado de Montgomery. El American Swedish Historical Museum (Museo Histórico Sueco Americano) en South Philadelphia alberga muchas exhibiciones, documentos y artefactos de la colonia de Nueva Suecia.
Varias localidades a orillas del río Delaware fueron fundadas por suecos. Estos fueron los primeros pobladores de las actuales Wilmington (en Delaware), Norristown, Marcus Hook, Chester, Eddystone, Darby y Filadelfia (en Pensilvania), así como Salem, Nueva Estocolmo o Swedesboro (en Nueva Jersey).
Tal vez la mayor contribución de Nueva Suecia al desarrollo del Nuevo Mundo haya sido la técnica de construcción de casa de troncos, que había sido inventada en el norte de Escandinavia y que fue llevada por los colonos suecos. Por la facilidad de su construcción y por el calor que conservaba durante los duros inviernos, pronto se convirtió en una alternativa a las casa de madera inglesas construidas por los colonos en Nueva Inglaterra y fue gradualmente adoptada en las zonas de colonización. La casa de troncos se convirtió en un icono de la frontera estadounidense hasta el punto de que se la considera una edificación estadounidense. La C. A. Nothnagle Log House en Swedesboro-Paulsboro Road en Gibbstown (Nueva Jersey), es una de las casas de troncos más antiguas que aún se conservan en los Estados Unidos.

## Influencia finlandesa
Los colonos procedían de todo el reino sueco. El porcentaje de finlandeses en Nueva Suecia aumentó especialmente hacia el final del período de colonización. Los finlandeses constituían el 22% de la población durante el dominio sueco, y aumentaron a alrededor del 50% después de que la colonia quedara bajo el dominio neerlandés. Un contingente de 140 finlandeses llegó en 1664. El barco Mercurius zarpó hacia la colonia en 1665, y 92 de los 106 pasajeros figuraban como finlandeses. El recuerdo del asentamiento finlandés temprano sobrevivió en los nombres de lugares cerca del río Delaware, como Finlandia (Marcus Hook), Torne, Lapland, Finns Point, Mullica Hill y río Mullica.
Una parte de estos finlandeses eran conocidos como finlandeses del bosque, personas de ascendencia finlandesa que habían estado viviendo en las áreas forestales del centro de Suecia. Los finlandeses del bosque se habían mudado desde Savonia, en el este de Finlandia, a Dalarna, Bergslagen y otras provincias en el centro de Suecia entre finales del siglo XVI y mediados del siglo XVII. Su reubicación había comenzado como parte de un esfuerzo del rey sueco Gustavo Vasa para expandir la agricultura a esas partes deshabitadas del país.[cita requerida] Los finlandeses en Savonia cultivaban tradicionalmente con un método de tala y quema que también era utilizado por los indios indígenas locales lenape.

## Anexos

### Gobernadores de la colonia

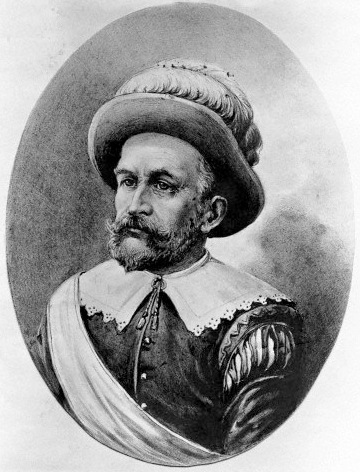
Peter Minuit, primer gobernador de la colonia (representación supuesta del)

Los gobernadores de la colonia eran nombrados directamente por el monarca sueco, y con su nombramiento también recibían instrucciones escritas. Nueva Suecia fue administrada por un total de seis gobernadores:
- Peter Minuit, 29 de marzo de 1638 - 15 de junio de 1638 (oficial hasta el 30 de enero de 1640);
- Måns Nilsson Kling, 15 de junio de 1638-17 de abril de 1640 (interino de Minuit);
- Peter Hollander Ridder, 17 de abril de 1640-15 de febrero de 1643;
- Johan Björnsson Printz, 15 de febrero de 1643-31 de octubre de 1653;
- Johan Pappegoya, 1 de noviembre de 1653-27 de mayo de 1654 (interino de Printz);
- Johan Classon Rising, 27 de mayo de 1654-25 de septiembre de 1655.

### Expediciones
Suecia envió un total de doce expediciones a la colonia. La mayoría de los barcos pertenecían a la Compañía de la Nueva Suecia, excepto los barcos Kattan (1641) y Örnen (1644) que pertenecían a la flota sueca. Todos los barcos partían desde Gotemburgo, desde donde atravesaron el mar del Norte pasando por el Canal de la Mancha hasta las islas Canarias. Luego cruzaban el Atlántico en dirección suroeste hasta Antigua en las Indias Occidentales y luego en dirección noroeste hasta la costa de Delaware. Los viajes de regreso normalmente iban en dirección este a través del Atlántico hasta las Azores y luego a Portugal y luego al norte a través del Canal de la Mancha y el mar del Norte de regreso a Gotemburgo.
Las expediciones fueron las siguientes (entre paréntesis, el año de llegada a la colonia):
- 1.ª (1638): Kalmar Nyckel, salida en noviembre de 1637, llegada en marzo de 1638, viaje de regreso en julio de 1638, Fågel Grip, salida en noviembre de 1637, llegada en marzo de 1638, viaje de regreso en abril de 1639;
- 2.ª (1640): Kalmar Nyckel, salida en septiembre de 1639, llegada en abril de 1640, viaje de regreso en mayo de 1640;
- 3.ª (1640): Freedenburg, salida en agosto de 1640, llegada en noviembre de 1640, regreso en diciembre de 1640;
- 4.ª (1641): Kalmar Nyckel y Charitas, salida en julio de 1641, llegada en noviembre de 1641, viaje de regreso en noviembre de 1641;
- 5.ª (1643): Fama y Svanen (Cisne), salida en noviembre de 1642, llegada en febrero de 1643, viaje de regreso en abril de 1643;
- 6.ª (1644): Fama, salida en diciembre de 1643, llegada en marzo de 1644, regreso en julio de 1644;
- 7.ª (1646): Gyllene Hajen (Tiburón dorado), salida en mayo de 1646, llegada en octubre de 1646, regreso en marzo de 1647;
- 8.ª (1648): Svanen, salida en septiembre de 1647, llegada en enero de 1648, regreso en mayo de 1648;
- 9.ª (—): Kattan, viaje de ida julio de 1649, naufragó en agosto de 1649 en Puerto Rico en el mar Caribe;
- 10.ª (1654): Örnen, viaje de ida en febrero de 1654, llegada en mayo de 1654, viaje de regreso en julio de 1654;
- 11.ª (—): Gyllene Hajen, viaje de ida abril de 1654, fue secuestrado en septiembre de 1654 en el río Hudson;
- 12.ª (1656): Mercurius, salida en noviembre de 1655, llegada en marzo de 1656, viaje de regreso en marzo de 1656.

### Fuertes

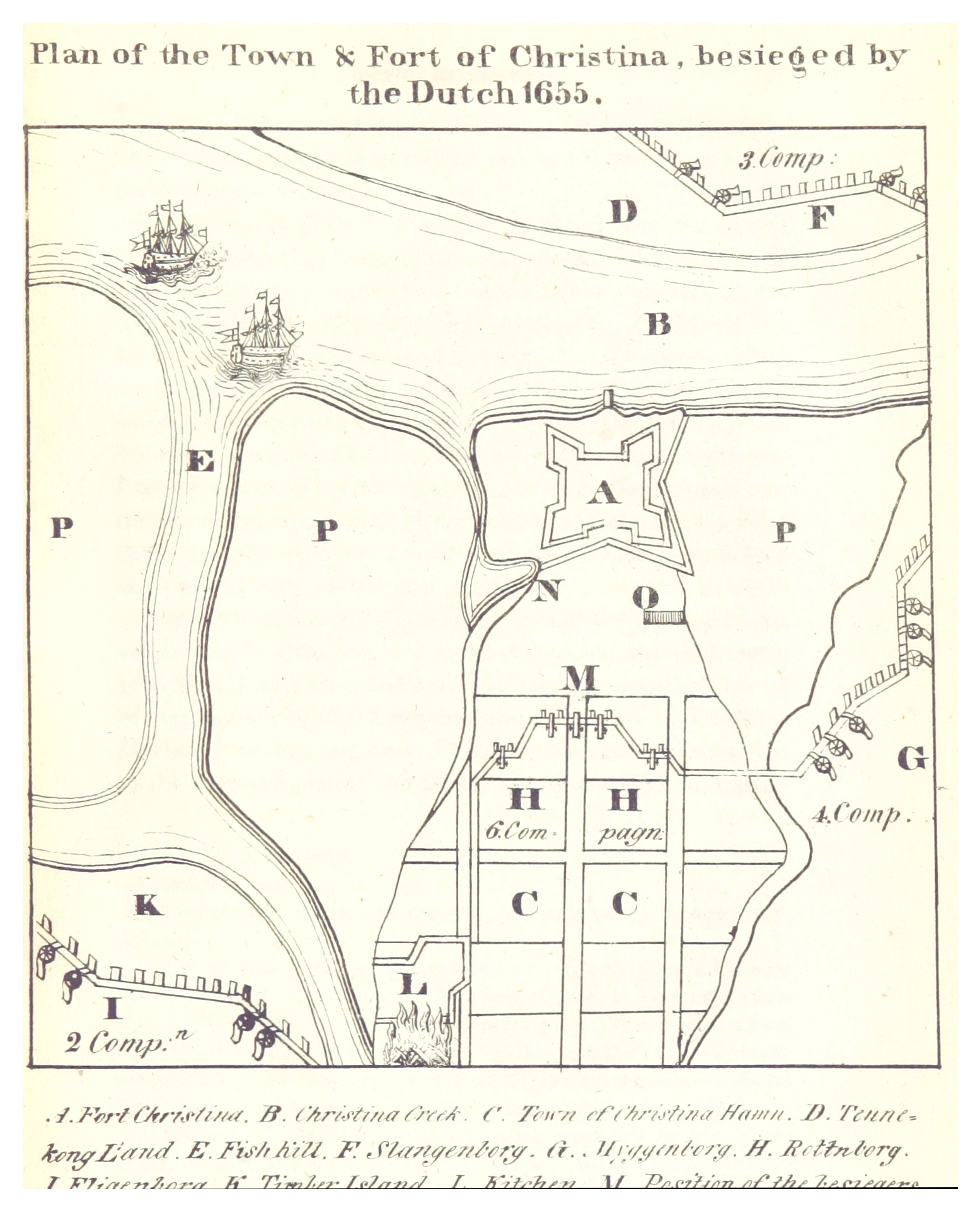
Planta de la ciudad y fuerte Cristina, asediado por los neerlandeses en 1655 ... (de Description of the Province of New Sweden, now called ... Pennsylvania, etc … obra de CAMPANIUS HOLM, Peter Stephen (pag. 99, 1834)

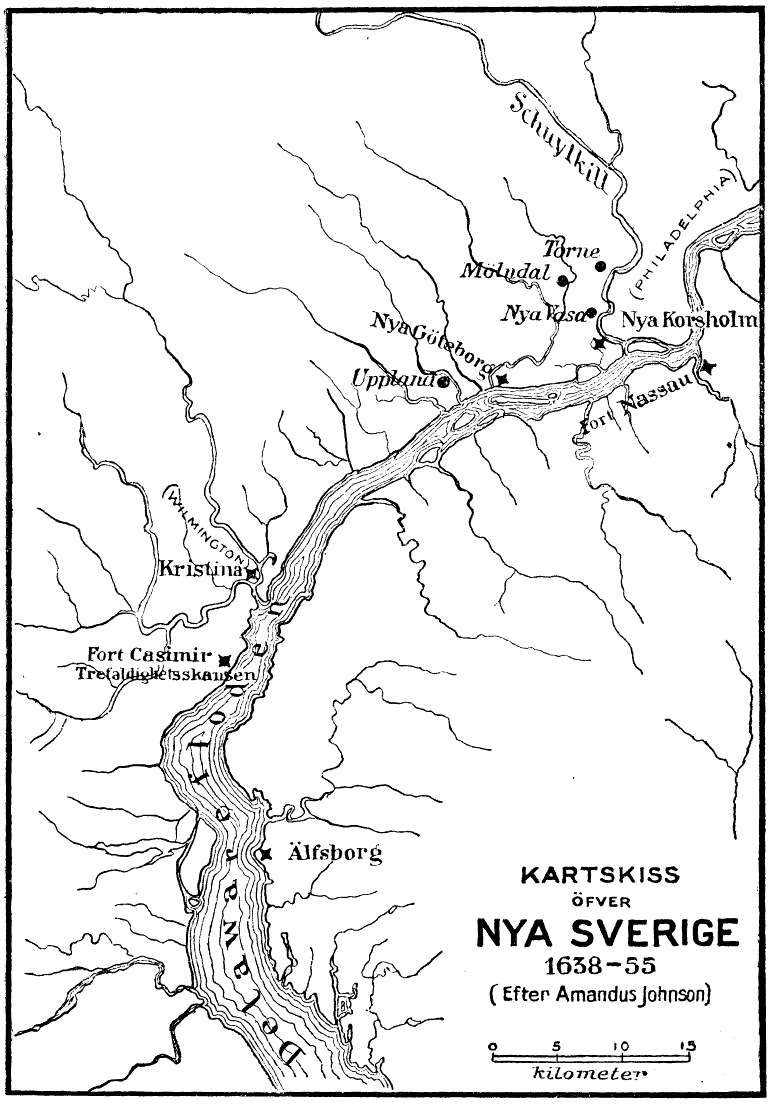
Bosquejo de Nueva Suecia, de Amandes Johnson, publicado en la enciclopedia Nordisk familjebok (1874)

- Fuerte Cristina (1638): en la confluencia del arroyo Brandywine y el río Cristina en Wilmington (Delaware), más adelante renombrado como fuerte Altena (1655)[55]
- Fuerte Mecoponacka (1641): en Chester, cerca de Finlandia o Upland en Condado de Delaware (Pensilvania)[56]
- Fuerte Nya Elfsborg (1643): entre los actuales arroyos de Salem y Alloway, cerca de Bridgeport (Nueva Jersey);[57]
- Fuerte Nya Gothenborg (1643): sobre la isla Tinicum cerca del sitio de The Printzhof en Essington, Condado de Delaware (Pensilvania);[58]
- Fuerte Nya Vasa (1646): en Kingsessing, en la margen oriental del arroyo Cobbs en Philadelphia;[59]
- Fuerte Nya Korsholm (1647): sobre el río Schuylkill cerca del río South en Philadelphia;[58]
- Fuerte Casimir, también conocido como Fuerte Trinity (en sueco, Trefaldigheten) (1654): localizado al final de la Chestnut Street cerca de las calles Harmony & 2nd en New Castle, Delaware.[60]

### Asentamientos permanentes
- Christina (1638 y 1641): actual Wilmington (Delaware);[15]
- Finland, Finlandia, o Chamassungh (1641 y 1643): actual  Marcus Hook (Pensilvania);[15]
- Upland o Uppland (1641 y 1643): actual  Chester (Pensilvania);[15]
- Varkens Kill (1641): actual  Condado de Salem (Nueva Jersey);[61][62][63]
- Printztorp (1643): actual  Chester, Pa.);[15]
- Tequirassy (1643): actual  Eddystone (Pensilvania);[15]
- Tenakonk o Tinicum (1643): actual  Tinicum Township, Condado de Delaware (Pensilvania);[15]
- Provins, Druweeÿland, o Manaiping[15] (1643): actual  Philadelphia suroeste, sobre Province Island en el río Schuylkill;
- Minquas o Minqua's Island (1644): actual  Philadelphia (Pensilvania) suroeste;[15]
- Kingsessing (1644): actual  Philadelphia (Pensilvania) suroeste;[15]
- Mölndal (1645): actual  Yeadon (Pensilvania);[15]
- Torne (1647): actual  West Philadelphia;[15]
- Sveaborg[64][65] (c. 1649): actual  Swedesboro (Nueva Jersey)
- Nya Stockholm (c. 1649): actual  Bridgeport (Nueva Jersey);
- Sidoland (1654): actual  Wilmington, Del.;[15]
- Översidolandet (1654): actual  Wilmington, Del.;[15]
- Timmerön o isla Timber (1654): actual  Wilmington;[15]
- Strandviken (1654): actual  Wilmington;[15]
- Ammansland (1654): actual  Darby (Pensilvania).[15]

### Ríos y arroyos en la colonia
- río Delaware: 'río Sur' (Södre Rivier; como opuesto al Hudson), 'río Sueco' (Swenskes Rivier), río New Sweden (Nya Sweriges Rivier);[15]
- río Schuylkill: "arroyo Schuyl" (Schuylen Kÿl)[15] significando río oculto;
- arroyo Brandywine: Fish Creek (Fiske Kÿl)
- río Christina: Susquehanna (Minquas) o arroyo Christina (Christina Kÿl)
- arroyo Raccoon : Narraticon (lenape) significando Raccoon[66][67]
- río Salem: Varkens Kill (arroyo Hogg)
- río Mullica, nombrado por el temprano colono sueco (con ancestros finlandeses), Eric Pålsson Mullica